# Sminthopsis aitkeni
Sminthopsis aitkeni е вид бозайник от семейство Торбести мишки (Dasyuridae). Видът е критично застрашен от изчезване.

## Разпространение
Разпространен е в Южна Австралия.